# Rue Ernest Allard
Pour les articles homonymes, voir Rue Allard.
La rue Ernest Allard (en néerlandais: Ernest Allardstraat) est une rue bruxelloise de la commune de Bruxelles-ville qui relie la place du Grand Sablon à la place Poelaert. Auparavant, elle s'appelait rue de l'Étoile.

## Histoire et description
Elle fut construite, lors du remembrement de ce quartier de 1884 à 1888, en même temps que les rues de l'Arbre, Charles Hanssens, Van Moer et Watteuw.
Cette rue porte le nom d'un avocat, homme politique, député, échevin de la ville de Bruxelles, Ernest Allard, né en 1840 et décédé en 1878.
Bruxelles possède également une rue Allard et une rue Victor Allard.

## Édifices remarquables
- L'athénée Robert Catteau construit sous le nom d'Ecole Moyenne A en 1925 par l'architecte François Malfait.